# 范头黎
范頭黎（Kanharpadharma，?—?），中南半岛南部林邑国7世紀上半叶国王（在位：629年—？）。
629年、范梵志死后，即位为国王。630年，向中国唐朝遣使，献火珠。林邑使者言辞無礼，太宗李世民因为道路遠隔，没有发兵讨伐。之后第二年，又献五色鹦鹉。
| 前任： 范梵志 | 林邑國第四王朝第3代國王 629年—？ | 繼任： 范鎮龍 |